# Convento de San Diego (Valladolid)
El convento de San Diego de Valladolid fue un convento de franciscanos descalzos fundado en el siglo XVII y hoy desaparecido.

## Historia
Tras el establecimiento de la Corte en Valladolid, Felipe III desea la fundación en la ciudad de un convento de franciscanos descalzos en la misma, y se lo hace saber al duque de Lerma. En 1601 el duque de Lerma invita a los franciscanos descalzos a establecerse en Valladolid. Para ello les son cedidas unas casas cedidas por doña Juana de la Cerda, viuda de don Lorenzo Manuel. El 4 de marzo de 1601, los frailes toman posesión del mismo. 
En 1603 el duque de Lerma encarga a Francisco de Mora el diseño de la iglesia, siendo la obra de la misma dirigida por Pedro Mazuecos y Diego de Praves. El patrono manda al año siguiente hacer cinco retablos y tres rejas, lo que nos indica que las obras avanzaron con rapidez, si tenemos en cuenta que fue consagrada por el arzobispo de Burgos, el 11 de junio de 1605. El convento era también noviciado desde 1602. El convento fue financiado en gran medida por Felipe III, aunque finalmente este dio el patronato al duque de Lerma, por el celo demostrado por este en el encargo regio. Antolínez de Burgos cuenta que las penitencias de Felipe III fueron tan fuertes, que llegaron a conservar los frailes la pieza donde se disciplinaba y las manchas de sangre del mismo en las paredes. En el convento fue enterrado un hijo de Pedro Franqueza, hechura del duque de Lerma.
El 4 de mayo de 1690 se produce en esta iglesia el matrimonio entre el rey Carlos II de España y la princesa Mariana de Neoburgo.
Entre los años 1765 y 1769, se añaden dos capillas con planos de Ventura Rodríguez, una de ellas dedicada a la imagen de Nuestra Señora de la Portería. Esta imagen de la Virgen era muy venerada por los vallisoletanos.
En 1838 es exclaustrado como consecuencia de la desamortización de Mendizábal.
En 1895 fue derribado.

## Descripción
El convento se encontraba enclavado en la parte posterior del Palacio Real de Valladolid y su iglesia hacía las veces de iglesia de la corte. Esta iglesia contaba con altar mayor, dos altares-relicarios en los laterales de este y dos capillas laterales, que fueron reformadas en el siglo XVIII por Ventura Rodríguez. La iglesia contaba con ocho balcones, a los que se accedía directamente desde el palacio. Estos balcones se encontraban guarnecidas con tela azul y plata en forma de tribunas. En 1632, Felipe IV mandó trasladar estas telas para su uso en las ermitas de los jardines del palacio del Buen Retiro. El retablo mayor contaba con un magnífico retablo con un lienzo central de Carducho, representado a San Diego de Alcalá, así como esculturas de santos franciscanos por Pompeo Leoni y su taller. Este magnífico retablo estaba coronado por un calvario, de tamaño algo superior al natural. El altar mayor contaba con un tabernáculo coronado por estatuas de cuatro virtudes y una puerta del mismo con un relieve del Salvador, todas ellas obras de Gregorio Fernández.
El palacio se comunicaba con el convento por medio de diecinueve puertas. Existía una oratorio para uso de los reyes que era servido por los frailes y que contaba con una puerta de entrada desde el palacio y otra desde el convento. Se encontraba vestida pobremente, al modo de las capillas franciscanas.
Algunas de sus esculturas y retablos se conservan en el Museo Nacional de Escultura de Valladolid.